# Східнотиморсько-іранські відносини
Східнотиморсько-іранські відносини — двосторонні дипломатичні відносини між Східним Тимором та Іраном. Держави є членами Організації Об'єднаних Націй.

## Дипломатія
Ні Іран не має посольства в Східному Тиморі, ні Східний Тимор не має дипломатичного представництва в Ірані.
Обидві країни є членами Руху неприєднання.

## Економіка
Обидві держави отримують значну частину своїх доходів від своїх нафтових родовищ.
На 2018 Статистичне управління Східного Тимору повідомляє, що імпорт з Ірану був на 319 000 доларів, що поставило Іран на 34 місце серед імпортерів у Східному Тиморі. Експорт зі Східного Тимору до Ірану не реєстровано.

## Спорт
Футболіст зі Східного Тимору бразильського походження Педро Енріке Олівейра грав за іранський футбольний клуб Сепахан у 2016-2017.